# مصدر مؤول
المصدر المؤول هو تركيب يتكون من حرف مصدري يليه جملة اسمية أو فعلية. والحروف المصدرية التي تتصدّر تركيب المصدر المؤول هي: أنْ، أنَّ، لو، كي، ما (المصدرية الزّمانية)، همزة التسوية.
أنْ: تدخل على الفعل المضارع: عَزمتُ على أنْ أقتلعَ الأشواكَ (عزمتُ على اقتلاعِ الأشواكِ)
وعلى الفعل الماضي: ارتاحَ العاملُ بعد أنْ قلعَ الأشواكَ (ارتاحَ العاملُ بعدَ قلعِ الشّوكِ)

## الإعراب
تُعرب المصادر المؤولة إعرابًا مفصلًا حسب موقعها في الجملة، ثم يقال: والمصدر المؤول من (أَنْ والفعل)، أو (ما والفعل)، أو (أَنَّ واسمِها وخبرِها) في محل رفع أو نصب أو جر حسب موقعه في الجملة. ومن الأمثلة على ذلك:
- قال تعالى: «وأن تصوموا خيرٌ لكم». والتأويل (صيامُكم خيرٌ لكم). أنْ: حرف مصدري ونصب لا محل له من الإعراب. تصوموا: فعل مضارع منصوب ب (أنْ المصدرية) وعلامة نصبه حذف النون، لأنه من الأفعال الخمسة. والمصدر المؤول (أن تصوموا) في محل رفع مبتدأ.
- قوله تعالى: «ومن اّياته أنْ خلقكم من تراب». والتأويل (ومن اّياته خلْقُكُم من تراب). المصدر المؤول (أنْ خلقكم) في محل رفع مبتدأ مؤخر.
- قوله تعالى: «قال إنّي ليحزنني أن تذهبوا به وأخاف أن يأكله الذئبُ وأنتم عنه غافلون». المصدر المؤول (أن تذهبوا) في محل رفع فاعل. والتأويل (ليحزنني ذهابُكم به). المصدر المؤول (أن يأكله) في محل نصب مفعول به.
- قوله تعالى: «يُجادلونك في الحق بعدَ ما تبيّنَ». والتأويل (بعدَ التبيّنِ). المصدر المؤول (ما تبيّنَ) في محل جر مضاف إليه. (ما: حرف مصدري لا محل محل له من الإعراب).
- قوله تعالى: «وأوصاني بالصلاة والزكاة ما دُمتُ حيّا». والتأويل (مدّة َ دوامي حيّا). المصدر المؤول (ما دمت حيّا) في محل نصب ظرف زمان.
- قوله تعالى: «ومن الذين أشركوا يودّ أحدهم لو يُعمّرُ ألف سنة». المصدر المؤول (لو يُعمّرُ) في محل نصب مفعول به. والتأويل (يودّ أحدُهم التعميرَ).
- قوله تعالى: «إنّ الذين كفروا سواءٌ عليهم أأنذرتهم أم لم تنذرهم لايؤمنون». المصدر المؤول (أأنذرتهم) في محل رفع خبر. والتأويل (سواءٌ عليهم إنذارُك أم عدم إنذارك).
- قوله تعالى: «قلْ أوْحِيَ إليّ أنّه استمع نفرٌ من الجنّ». والتأويل (أوحي اليّ استماعُ نفر). المصدر المؤول من أنّ واسمها وخبرها (أنّه استمع نفرٌ) في محل رفع نائب فاعل.
- قوله تعالى: «لِكيلا يكون َ على المؤمنين حرجٌ». (كي: حرف مصدري ونصب). المصدر المؤول (كي لا يكون َ) في محل جر بحرف الجر اللام.
- قوله تعالى: «إنّا فتحنا لك فتحا مبيناً ليغفِرَ لك َ اللهُ». يغفرَ: فعل مضارع منصوب بأنْ مضمرة بعد لام التعليل. والمصدر المؤول من (أن المضمرة والفعل المضارع يغفرَ) في محل جر بحرف الجر (لام التعليل).